# Direita radical (Europa)

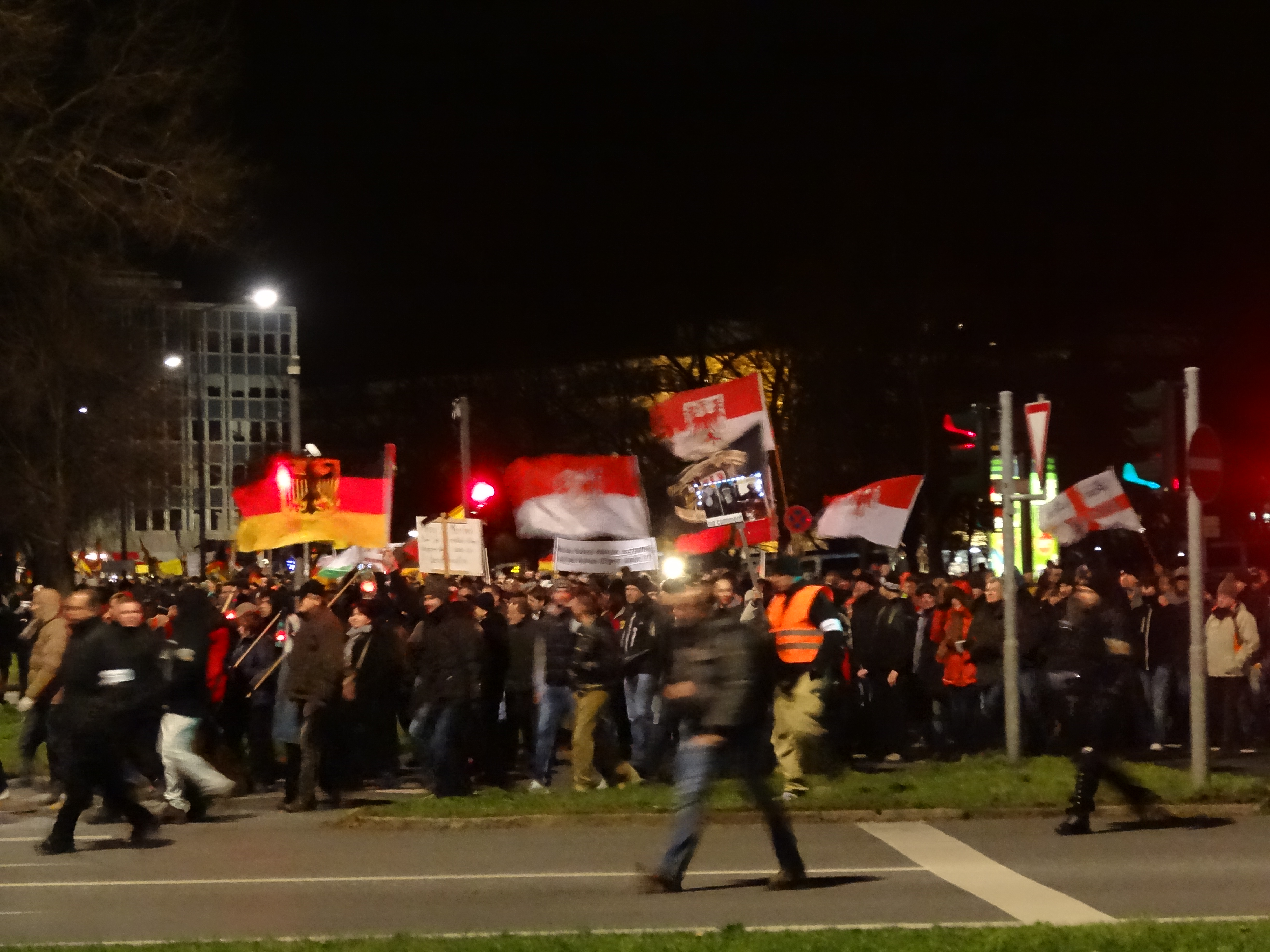
Demonstração em 2015 do grupo de direita radical alemão Pegida

Na ciência política, os termos direita radical e direita populista são utilizados para se referir ao leque de partidos europeus de direita à extrema-direita que surgiram desde o final dos anos 70. Os grupos populistas de direita têm em comum várias causas, que incluí a oposição à imigração descontrolada.

## Terminologia e definição
A Fundação Friedrich Ebert, num livro de 2011, define os termos "extremista de direita" e "populista de direita" de forma diferente.
Em 1996, o cientista político holandês Cas Mudde observou que na maioria dos países europeus, os termos "direita radical" e "extrema-direita" eram utilizados indiferentemente. Citou a Alemanha como exceção, observando que entre os cientistas políticos dessa nação, o termo "direita radical" (Rechsradikalismus) foi utilizado em referência aos grupos de direita que estavam fora da corrente política, mas que não ameaçavam "a ordem democrática livre"; o termo foi assim utilizado em contraste com a "extrema-direita" (Rechsextremen), que se referia a grupos que ameaçavam a constitucionalidade do Estado e que podiam, portanto, ser proibidos pela lei alemã. Segundo o cientista alemão Klaus Wahl "a direita radical pode ser escalada utilizando diferentes graus de militância e agressividade.
O termo "direita radical" teve origem no discurso político dos EUA, onde foi aplicado a vários grupos anticomunistas ativos na era do Macarthismo dos anos 50. O termo e o conceito que o acompanhava entraram então na Europa Ocidental através das ciências sociais. Inversamente, o termo "extremismo de direita" desenvolveu-se entre os estudiosos europeus, particularmente na Alemanha, para descrever grupos de direita que se desenvolveram nas décadas que se seguiram à Segunda Guerra Mundial, tais como o Partido Nacional Democrático da Alemanha Ocidental e os Poujadistas franceses. Este termo veio então a ser adotado por alguns académicos nos EUA.

### Definindo a direita populista da Europa
"O surgimento de novos partidos à direita nos anos 80 levou a uma grande controvérsia sobre a forma como estes partidos são definidos. Alguns autores argumentam que estes partidos partilham características essenciais, enquanto outros apontam para as características e circunstâncias nacionais únicas de cada partido. Alguns os vêem como retrocessos para a era fascista, enquanto outros os vêem como uma mistura de plataformas de direita, liberal e populista para alargar o seu apelo eleitoral. Os ideólogos partidários têm argumentado que eles não podem ser colocados no espectro da esquerda para a direita".

— Terri E. Givens, 2005.
No seu estudo do movimento na Europa, David Art definiu o termo "direita radical" como se referindo a "um tipo específico de partido de extrema-direita que começou a surgir nos finais dos anos 70"; como Art o utilizava, "extrema-direita" era "um termo de cúpula para qualquer partido político, associação voluntária, ou movimento extraparlamentar que se diferencia da direita dominante". A maioria dos comentadores concordaram que estes variados partidos de direita radical têm uma série de características comuns. Givens declarou que as duas características partilhadas por estes grupos radicais eram:

"Tomam uma posição anti-imigrante propondo controlos mais fortes dos imigrantes e o repatriamento dos imigrantes desempregados, e apelam a uma preferência nacional (isto é, apenas cidadãos) em benefícios sociais e emprego ('chauvinismo do bem-estar social').
Em contraste com partidos anteriores de extrema-direita ou fascistas, eles trabalham no sistema político e eleitoral de um país. Embora não tenham o objetivo de derrubar o atual sistema político, são antiestabelecimento. Consideram-se "forasteiros" no sistema partidário e, por conseguinte, não são manchados pelos escândalos do governo ou dos principais partidos".

Em 2000, Minkenberg caracterizou a "direita radical" como "uma ideologia política, cujo elemento central é um mito de uma nação homogénea, um ultranacionalismo romântico e populista que é dirigido contra o conceito de democracia liberal e pluralista e os seus princípios subjacentes de individualismo e universalismo. A direita radical contemporânea não quer regressar a regimes pré-democráticos como a monarquia ou o feudalismo. Quer o governo pelo povo, mas em termos de etnocracia e não de democracia". Em 2020, Wahl resumiu que "as ideologias da direita radical enfatizam as ameaças sociais e económicas no mundo moderno e pós-moderno (por exemplo, globalização, imigração). A direita radical também promete proteção contra tais ameaças através de uma construção étnica enfática de 'nós', o povo, como um grupo familiar, homogéneo, antimoderno, ou estruturas reacionárias de família, sociedade, Estado autoritário, nacionalismo, discriminação, ou exclusão de imigrantes e outras minorias [...] Enquanto favorece estruturas sociais e culturais tradicionais (família tradicional e papéis de género, religião, etc.) a direita radical utiliza tecnologias modernas e não atribui a uma política económica específica; alguns partidos tendem para uma política liberal, de mercado livre, e outros mais para uma política de Estado social".
O jornalista Nick Robins-Early caracterizou a direita radical europeia como se centrando "por vezes em sentimentos anti-Euro, anti-imigrantes, bem como em renovados receios de segurança" no seio das nações europeias. Segundo o cientista político Andrej Zaslove, os partidos populistas de direita radical "empregam uma mensagem política antiestatal, antiburocrática, antielite, anti-União Europeia".
A crise dos migrantes europeus causou um aumento significativo no apoio populista aos partidos de direita.   Um artigo de 2016 no New York Times argumentou que o voto britânico "antes impensável" para deixar a UE é o resultado da "raiva populista contra a ordem política estabelecida".
A crise dos migrantes europeus causou um aumento significativo do apoio populista aos partidos de direita. Um artigo de 2016 no New York Times argumentou que o "outrora impensável" voto britânico para deixar a UE é o resultado da "raiva populista contra a ordem política estabelecida".

### Base de apoio
Um artigo de 2005 no European Journal of Political Research argumenta que os dois grupos mais suscetíveis de votar a favor de partidos de direita populistas são "os trabalhadores de colarinho azul - que apoiam uma intervenção estatal extensiva na economia - e os proprietários de pequenas empresas - que são contra tal intervenção estatal".
Um artigo de 2014 da Fundação Friedrich Ebert argumentou que a desigualdade económica está a aumentar o fosso "entre os vencedores da globalização e os seus perdedores". O primeiro grupo vive em áreas urbanas, tem empregos relativamente estáveis e acesso a comunicações e transportes modernos, mas receia, no entanto, que em breve venha a partilhar o destino do segundo grupo. O segundo grupo, entretanto, está ameaçado pelo desemprego ou preso em empregos mal remunerados e precários. Pertencem à classe trabalhadora ou consideram-se parte da classe média baixa e temem - por si próprios ou pelos seus filhos - (mais) o declínio social. Estas pessoas vivem em zonas desindustrializadas, ou em zonas rurais, ou semiurbanas, na periferia de metrópoles globalizadas a que não têm acesso".
Os estudiosos argumentam que o neoliberalismo levou à "insegurança social e económica" europeia nas classes trabalhadoras e médias, levando ao crescimento do populismo de direita.
Minkenberg denominou os apoiantes da direita radical "perdedores da modernização", na medida em que são dos setores da sociedade cujo "capital social e cultural está a encolher e estão empenhados em defendê-lo contra as intromissões nos seus direitos tradicionais". Ele descreveu esta base como aqueles que exibem "mal-estar, pensamento rígido, atitudes autoritárias e valores tradicionais - todos eles se reforçam uns aos outros".

## Conexões e ligações

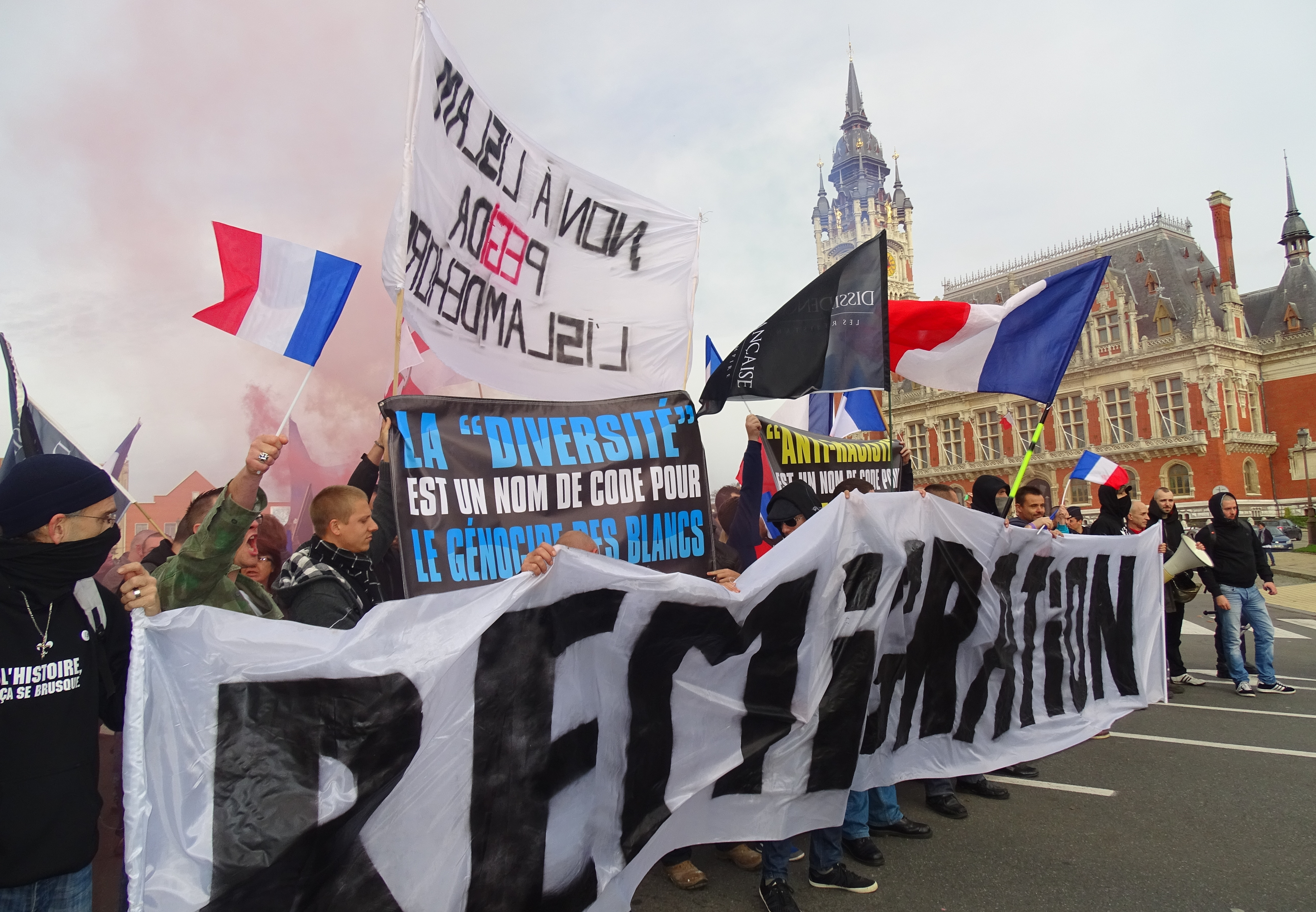
Manifestantes da direita radical francesa em Calais seguram bandeiras dizendo "Reimmigrate" e "Diversidade é uma palavra de código para genocídio branco", 8 de novembro de 2015

Vários elementos de direita radical exprimem um desejo de domínio fascista ou neonazi na Europa.
O cientista político Michael Minkenberg salientou que a direita radical era "um fenómeno moderno", afirmando que está apenas "vagamente ligada" aos anteriores movimentos de direita porque "passou por uma fase de renovação, como resultado das mudanças de modernização social e cultural na Europa do pós-guerra". Como tal, optou por descrevê-lo utilizando termos como "fascismo" ou "neofascismo", que estavam intimamente ligados aos movimentos de direita do início do século XX, era uma abordagem "cada vez mais obsoleta".

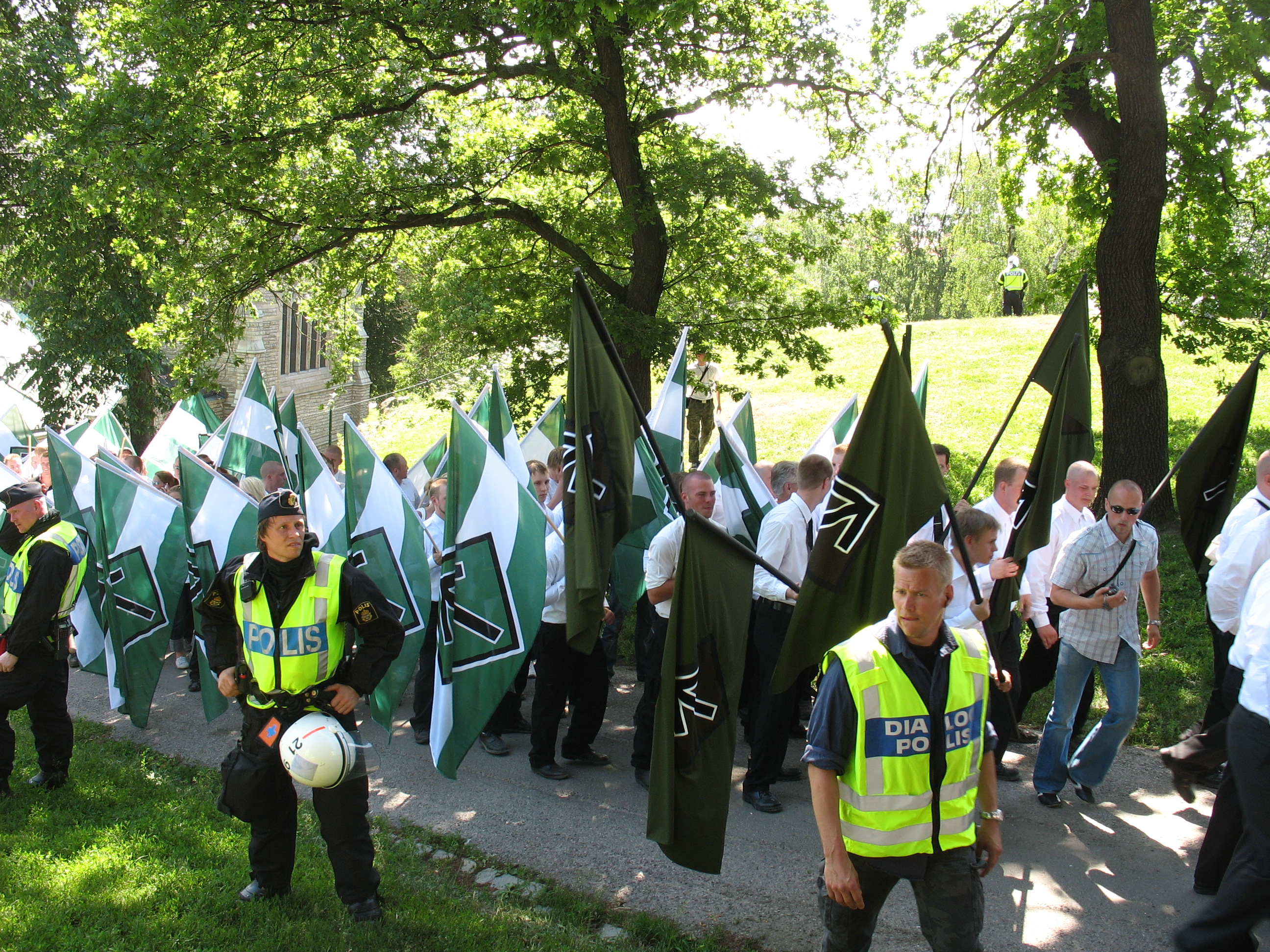
O grupo sueco Neonazi do Movimento de Resistência Nórdica marchando por Estocolmo, 2007

Minkenberg argumentou que os grupos de direita radicais na Europa Oriental, incluindo na Alemanha Oriental, eram distintos dos seus homólogos na Europa Ocidental. Acrescentou que "a direita radical da Europa de Leste é mais orientada para o contrário do que a sua congénere ocidental, ou seja, mais antidemocrática e mais militante" e que devido ao estabelecimento relativamente novo da democracia liberal na Europa de Leste, a violência ainda poderia ser utilizada como um instrumento político pela direita radical oriental.
O livro de Jeffrey Kaplan e Leonard Weinberg de 1998 "The Emergence of a Euro-American Radical Right" diz que os movimentos populistas de direita são apoiados por grupos extraparlamentares com opiniões de carácter eleitoral impalpável, tais como movimentos de identidade cristã, teorias antissemitas de conspiração, a promoção do racismo científico e a negação do Holocausto, e teorias económicas neonazis como Strasserismo.

### Conexão com a direita radical dos EUA
"Existe uma semelhança crescente das condições económicas e sociais na Europa Ocidental e nos Estados Unidos. O efeito desta simultaneidade, o aparecimento de uma Europa Ocidental multicultural e multirracial e a sua consequente semelhança com os Estados Unidos em particular, tem promovido ressentimentos raciais. Alguns brancos, definidos como arianos, teutões, etc., tornaram-se tão alienados das suas respetivas sociedades nacionais que se tornaram solidários com a formação de uma comunidade popular racial que é de âmbito euro-americano e que, de facto, inclui "parentes" também na África do Sul, Austrália e a Nova Zelândia".

— Jeffrey Kaplan and Leonard Weinberg, 1998.
Em 1998, os cientistas políticos Jeffrey Kaplan e Leonard Weinberg argumentaram que a interação de direitistas e a transmissão de ideias entre grupos de direita na Europa Ocidental e nos Estados Unidos era comum, tendo sido auxiliada pelo desenvolvimento da Internet. Eles acreditavam que no final do século XX uma "direita radical euro-americana" discernível que promoveria uma política de identidade branca transnacional, promovendo narrativas populistas de queixas em torno de grupos que se sentem sitiados por povos não brancos através do multiculturalismo. Este conceito de uma raça "branca" unificada nem sempre foi explicitamente racialista, sendo em muitos casos concebido como sendo um vínculo criado por "afinidade cultural e um sentido de experiência histórica comum e um destino final partilhado".
Kaplan e Weinberg também identificaram diferenças nos movimentos de direita radical da Europa e da América do Norte. Observaram que os partidos de direita radicais europeus foram capazes de alcançar êxitos eleitorais de uma forma que os seus homólogos americanos não conseguiram fazer. Em vez disso, os ativistas da direita radical nos EUA tentaram contornar as restrições do sistema bipartidário, unindo tendências de direita no seio do Partido Republicano. Observaram também que as restrições legais a tais grupos diferiam nos dois continentes; nos EUA, a Primeira Emenda protegia a liberdade de expressão dos grupos de direita radical, enquanto na maioria das nações da Europa Ocidental havia leis que proibiam o discurso do ódio e (em vários países) a negação do Holocausto, forçando assim os grupos de direita radical europeus a apresentarem uma imagem mais moderada.
A eleição do Presidente Donald Trump nos Estados Unidos foi elogiada pela direita radical europeia, e após a sua eleição, as ligações foram alargadas, com o Conselheiro de Segurança Nacional do Trump, Michael Flynn, reunido com o Partido da Liberdade da Áustria, e o antigo Estrategista Chefe da Casa Branca, Steve Bannon, fundador do "O Movimento", uma rede destinada a promover as causas da direita radical europeia. Trump também fez inicialmente comentários de apoio à candidatura do Marine Le Pen nas eleições presidenciais francesas de 2017.

### Outras conexões internacionais
Alguns partidos de direita radical, tais como o Reagrupamento Nacional Francês, a Alternativa para a Alemanha, o Holandês Fórum pela Democracia, o Partido da Liberdade da Áustria, a Italiana Liga Norte, o Búlgaro União Nacional Ataque, e o Jobbik Húngaro, cultivaram relações com o governo russo e o partido governante da Rússia, a Rússia Unida. A Rússia foi também acusada de prestar assistência a vários partidos de direita radicais na Europa.
Em 2019, vários partidos de direitos radicais participaram na única delegação internacional permitida em Caxemira após a revogação do estatuto especial de Jammu e Caxemira, a convite do governo do Partido Bharatiya Janata (BJP) da Índia. Os partidos que participaram incluíam o Reagrupamento Nacional, a Liga Norte, a Alternativa para a Alemanha, o Vox espanhol, o Partido Brexit britânico, o Polaco Lei e Justiça e o Vlaams Belang belga. Isto foi descrito por Eviaine Leidig em Foreign Policy como prova de ligações crescentes entre a direita radical na Europa e os apoiantes de Hindutva na Índia. O governo Fidesz na Hungria também manifestou o seu apoio à Índia em Caxemira e aos protestos da Lei de Emenda à Cidadania. O BJP estabeleceu anteriormente um relacionamento com o partido Jobbik na Hungria.
Muitos partidos de direita radical, incluindo Vlaams Belang, União Nacional Ataque, o Partido da Liberdade da Áustria e os Democratas Suecos, buscaram melhorar os laços com Israel e o seu partido no poder, o Likud, num esforço para conter as acusações de antissemitismo internamente. O primeiro-ministro israelense, Benjamin Netanyahu, cultivou essas relações, especialmente com a Liga Norte e a Hungria sob o comando do Fidesz, de modo a obter apoio internacional para as políticas israelenses. O diretor de relações exteriores do Likud endossou um voto para o Vox nas eleições gerais espanholas de abril de 2019 em nome do seu partido, antes de retroceder e alegar ser apenas um endosso pessoal. O filho de Netanyahu, Yair Netanyahu, mais tarde desejou sorte ao líder do Fidesz, Viktor Orban, ao líder do partido Brexit Nigel Farage, ao líder da Liga Norte Matteo Salvini e ao líder do Partido pela Liberdade holandês Geert Wilders nas eleições de 2019 para o Parlamento Europeu.
Estados árabes incluindo Egito, Síria, Emirados Árabes Unidos e Arábia Saudita têm sido descritos como terem laços de cortesia com a direita radical europeia nos últimos anos, com base em preocupações partilhadas em relação à ascensão do islamismo No passado, os partidos de direita radical também desenvolveram relações com o Iraque Baathista, a Jamahiriya Árabe Líbia e o governo de Marrocos. Em 2011, políticos do Partido da Liberdade da Áustria estiveram envolvidos na organização de conversações de paz clandestinas entre Saif al-Islam Gaddafi da Líbia e Ayoob Kara de Israel.
O Partido da Justiça e Desenvolvimento e o Partido do Movimento Nacionalista, que juntos formam a coligação governamental no governo da Turquia, desenvolveram laços com o Jobbik, convidando os principais membros do Jobbik para os seus eventos. No entanto, a maioria dos partidos de direita radicais na Europa, como a Liga do Norte, o Rally Nacional e a Solução Grega, têm opiniões fortemente antiturcas. O líder do antecessor do Reagrupamento Nacional, a Frente Nacional, Jean-Marie Le Pen, tinha uma amizade com o líder do Partido do Bem - Estar, Necmettin Erbakan, com base no seu nacionalismo de direita compartilhado e na crença de que era impossível combinar islâmico e a "civilização cristã".
O antigo ditador da República Centro-Africana, Jean-Bédel Bokassa, recebeu um amplo apoio da Frente Nacional, e deixou o partido utilizar o seu castelo em França como instalação de formação.
Os Mujahedin do Povo do Irão têm sido acusados de prestar apoio financeiro aos Vox, através de doações enviadas através do Conselho Nacional de Resistência do Irão.
Após a eleição de Jair Bolsonaro como Presidente do Brasil em 2018, o governo brasileiro desenvolveu laços estreitos com partidos de direita radical na Hungria, Itália e Polónia.

### Conexões com grupos extraparlamentares de direita
A par dos partidos políticos de direita radical, há também grupos extraparlamentares que - não tendo necessidade de expressar opiniões que serão eleitoralmente palatáveis - são capazes de expressar uma gama mais heterogénea de opiniões de direita. Estes grupos extraparlamentares de direita são frequentemente de natureza religiosa, associados quer à Identidade Cristã, quer ao Odinismo, refletindo um misticismo racial maior do que o que estava presente nos movimentos de direita anteriores. Tais grupos acreditam frequentemente que os governos ocidentais estão sob o controlo de um governo de ocupação sionista (ZOG), expressando assim explicitamente opiniões antissemíticas. Tais grupos são também menos entusiastas do capitalismo e dos mercados livres, uma vez que os partidos políticos de direita radical são influenciados pelo Strasserismo e a favorecer um maior controlo do Estado sobre a economia. Tais grupos extraparlamentares exibem frequentemente práticas rituais ou cerimoniais para comemorar os feitos passados da direita, por exemplo, marcando o aniversário de Adolf Hitler ou a data da morte de Rudolf Hess. Estão também associados a atividades violentas, sendo frequentemente utilizados não só para fins políticos, mas também como uma atividade expressiva e agradável.
Existem também organizações de direitos radicais mais intelectualmente orientadas, que realizam conferências e publicam revistas dedicadas à promoção do racismo científico e à negação do Holocausto. O material que promove a negação do Holocausto é normalmente publicado no Reino Unido ou nos Estados Unidos e depois contrabandeado para a Europa continental, onde a publicação de tal material é amplamente ilegal.

## Exemplos
Um estudo de 2015 sobre populismo moderno realizado por Kirk A. Hawkins da Universidade Brigham Young utilizou a codificação humana para classificar o nível de retórica populista percebida em manifestos partidários e discursos políticos. Os partidos com altas pontuações de populismo incluíam o Partido Nacional Britânico, o Partido Popular Suíço, o NPD alemão, a Frente Nacional Francesa, o Partido Popular Belga, o Partido Nacional Democrático Espanhol, os Democratas Suecos, o PVV Holandês e o Fórum para a Democracia.
Os cientistas políticos, Robert Ford e Matthew Goodwin caracterizaram o Partido da Independência do Reino Unido como sendo de direita radical. 